# Lari Ketner
Lari Arthur Ketner (Filadelfia, Pensilvania, 1 de febrero de 1977 - ibídem, 10 de octubre de 2014) fue un jugador de baloncesto estadounidense que jugó dos temporadas en la NBA, además de hacerlo en la CBA. Con 2,06 metros de estatura, jugaba en la posición de ala-pívot.

## Trayectoria deportiva

### Universidad
Jugó durante tres temporadas (la que hubiera sido la primera estuvo suspendido por temas académicos) con los Minutemen de la Universidad de Massachusetts, en las que promedió 12,2 puntos, 7,0 rebotes y 2,2 tapones por partido. En su primera temporada fue incluido en el mejor quinteto de novatos de la Atlantic Ten Conference tras liderar la misma en tapones, con 2,21 por partido. Acabó su carrera como tercer mejor taponador de la historia de los Minutemen con 204 tapones, jugando tan solo tres temporadas.

### Profesional
Fue elegido en la cuadragésimo novena posición del Draft de la NBA de 1999 por Chicago Bulls, donde sólo jugó 6 partidos, en los que promedió 1,7 puntos y 1,2 rebotes antes de ser despedido en el mes de diciembre. Jugó entonces con los Fort Wayne Fury de la CBA hasta que en el mes de febrero fue llamado por los Cleveland Cavaliers, con los que encadenó varios contratos temporales hasta el final de la temporada. Con los Cavs jugó 16 partidos, en los que promedió 1,5 puntos y 1,7 rebotes.
Al año siguiente fichó como agente libre por Indiana Pacers, pero solo llegó a disputar 3 partidos en los que no consiguió ni un punto. Acabó su carrera en los Idaho Stampede de la CBA.

### Enfermedad y muerte
Falleció el 10 de octubre de 2014 debido a un cáncer de colon.

## Estadísticas de su carrera en la NBA

### Temporada regular
| Temporada | Edad | Equipo              | Liga | P  | TIT | MIN | TC  | TCA | %TC  | 3P  | 3PA | %3P | TL  | TLA | %TL   | R.OF. | R.DEF. | REB | ASIS | ROB | TAP | PER | FP  | PTS |
| 1999-00   | 22   | TOTAL               | NBA  | 22 | 0   | 6.0 | 0.6 | 1.5 | .406 | 0.0 | 0.0 |     | 0.4 | 0.5 | .667  | 0.5   | 1.0    | 1.5 | 0.0  | 0.2 | 0.1 | 0.5 | 0.9 | 1.5 |
| 1999-00   | 22   | Chicago Bulls       | NBA  | 6  | 0   | 6.8 | 0.7 | 1.7 | .400 | 0.0 | 0.0 |     | 0.3 | 0.3 | 1.000 | 0.0   | 1.2    | 1.2 | 0.2  | 0.2 | 0.2 | 0.5 | 1.3 | 1.7 |
| 1999-00   | 22   | Cleveland Cavaliers | NBA  | 16 | 0   | 5.7 | 0.6 | 1.4 | .409 | 0.0 | 0.0 |     | 0.4 | 0.6 | .600  | 0.8   | 0.9    | 1.7 | 0.0  | 0.2 | 0.1 | 0.4 | 0.8 | 1.5 |
| 2000-01   | 23   | Indiana Pacers      | NBA  | 3  | 0   | 2.3 | 0.0 | 0.0 |      | 0.0 | 0.0 |     | 0.0 | 0.0 |       | 0.0   | 0.0    | 0.0 | 0.3  | 0.0 | 0.0 | 0.7 | 0.0 | 0.0 |
| Total     |      |                     | NBA  | 25 | 0   | 5.6 | 0.5 | 1.3 | .406 | 0.0 | 0.0 |     | 0.3 | 0.5 | .667  | 0.5   | 0.9    | 1.4 | 0.1  | 0.2 | 0.1 | 0.5 | 0.8 | 1.4 |